# Даниил Похитонов
Даниил Данииловеч Похитонов е руски офицер, генерал-лейтенант. Участник в Руско-турската война (1877 – 1878).

## Биография
Даниил Похитонов е роден на 6 декември 1824 г. в Херсонска губерния в семейството на потомствен дворянин. Ориентира се към военното поприще. Завършва 1-ви Кадетски корпус. Произведен е във военно звание прапорщик с назначение в 13-а Артилерийска бригада (1843).
Участва в Унгарската кампания (1848 – 1849) и Кавказката война. Служи като командир на 5-а батарея от 9-а Артилерийска бригада (1861), командир на 5-а Артилерийска бригада. Повишен е във военно звание генерал-майор от 187 г.).
Участва в Руско-турската война (1877 – 1878). При обявяване на войната е командир на 5-а Артилерийска бригада от състава на 9-и Армейски корпус с командир генерал-лейтенант Николай Криденер). Отличава се при превземането на Никопол. Награден е с Орден „Свети Георги“ IV ст. В състава на Западния отряд се бие храбро при обсадата на Плевен. Участва в овладяването на Арабаконашкия проход по време на зимното преминаване на Стара планина от Западния отряд (Гурко). Награден е със златно оръжие „За храброст“ (1878), орден „Свети Станислав“ I ст. и орден „Света Ана“ I ст.(1879).
След войната е началник на артилерията на 2-ри Кавказки корпус и Гренадерския корпус (1879, 1881). Повишен във военно звание генерал-лейтенант от 1885 г. Излиза в запаса по здравословни причини през 1888 г.